# Златен медал за военна храброст (Италия)
Златният медал за воинска храброст (Medaglia d'oro al Valore Militare) е италиански медал създаден на 21 май 1793 от Крал Виторио Амедео III на Сардиния ....per bassi ufficiali e soldati che avevano fatto azioni di segnalato valore in guerra (за действия s извънредна храброст във военно време извършени от младши офицери и войници).

## През Втората световна война
В годините на Втората световна война медалът е връчен на редица войници и офицери от италианските войски, участващи в бойните действия които Италия води както тесе разделят на два периода:Първи период 1940 – 1943 когато Италия е на страната на Оста и Втори период 1943 – 1945 в който Италия е на страната на Антихитлеристката коалиция след подписаното Примирие на Италия с антихитлеристката коалиция през септември 1943 г. и обявената от Кралство Италия война на Германия – октомври 1943 г. Аверсът и реверсът на медала и в двата периода е един и същ на изглед като на аверсът е изобразен савойският герб. Прз 1943 – 1945 г. по време на участието на Италия във войната срещу нацистка Германия някои войници и офицери от италианската армия са награждавани по два пъти и дори три и пет пъти с медала каквито са случаите с отделни войници и офицери от Втора италианска армия в Югославия сражавали се героично срещу германците съвместно с югославските партизани 1943 – 1945 г., а също и войници и офицери от части от Двадесет и четвърта пехотна дивизия „Пинероло“ сражаващи се в Северна Гърция срещу германските войски и Тридесет и трета пехотна дивизия „Акуи“ водила жестоки сражения на остров Кефалония, чаасти от която са пленени и разстреляни от германците и войници и офицери от италианската Първа моторизирана бойна група водеща сражението при връх Монте лунго декември 1943 г. както и съществуващите 1944 – 1945 шест дивизии наричани Бойни армейски групи на италианските войски водили сражения в Северна Италия на Готската линия. По време на войната в съществуващата фашистка марионетна Република Сало е разработен отделен вариант на медала носещ фашистка символика с който са наградени офицери и войници на фашистката република и който медал е различаващ се от класическия вариант на медала с който Кралство Италия награждава в същото време и преди това своите войници и офицери, сражаващи се както срещу германците, така и срещу войските на Република Сало.